# Joe Labero
Lars Bengt Joe Labero, född 28 juli 1963 i Alvesta, är en svensk illusionist och magiker. Laberos artistnamn är skapat utifrån hans födelsenamn – Johansson, Lars Bengt Roland.

## Biografi

### Uppväxt
Vid 12 års ålder fick Lars Bengt Roland Johansson sin första trollerilåda. Han började öva och bestämde sig att bli professionell magiker. I början kallade han sig Magino och 1979 vann han som 16-åring svenska juniormästerskapen i magi som hölls i Karlstad. Han mötte sin mentor, den svenske magikern Carlo Tornedo. Tornedo sade att han kunde använda de två första bokstäverna i sina namn för att skapa Joe Labero; hans officiella namn är numera Bengt Labero.

### Genombrott och Australien
År 1991 satte han, mot alla rekommendationer, upp sin första stora produktion "A Magic Night" på Berns i Stockholm.[källa behövs] Showen blev en stor succé och var utsåld och framfördes 657 gånger.[källa behövs] Under åren som följde visades showen över hela Sverige och andra länder. Han turnerade med denna show fram till 1995.
År 1996 hade hans nya show "Mystique" premiär på Conrad Jupiter's Casino i Australien, och den spelades i 16 månader. Året därpå presenterade han en annan show som han kallade "Illusions". År 1998 tog han "Illusions" till Sverige. Tillsammans med originalensemblen gjorde han stor succé och körde denna show till 1999 när han gjorde om den och kallade den "Joe Labero Show" som han framförde fram till 2002 över hela Sverige.

### Senare karriär
Efter detta skapade Labero "Castle Tour" i Sverige som var mer intim med publiken och han använde samma tema senare på "Ship of Illusions"-turnén där han reste med en båt runt Skandinavien. Tillsammans med pianisten Robert Wells satte han upp "Rhapsody in Rock with Magic". Detta var en stor show som kombinerade orkestermusik med magi. De startade 2002 och återförenades senare med samma koncept i "Christmas Spectacular Show".
År 2004 befann sig Labero tillsammans med sin fru i Thailand under flodvågskatastrofen.
Våren 2007 hade "Invited to Labero" med asiatiskt tema premiär. Showen har spelats på Hamburger Börs i Stockholm, på Rondo och Lisebergshallen i Göteborg och hösten 2008 i Malmö.
Hösten 2011 deltog Labero som en av magikerna i Sveriges Televisions TV-program Helt magiskt tillsammans med Michael Halvarson och Charlie Caper. 2019 har han nu satt upp sin magiska show INFLAME som han har tillsammans med extremsportarna Rackartygarna.

## Privatliv
Labero växte upp i Alvesta och redan som 18-åring blev han och första hustrun Louise Heiling ett par. Paret gifte sig 1999, men meddelade att man skulle skiljas 2005.
Sedan 2005 är han tillsammans med sambon fotografen Anna Vinterfall. År 2008 föddes deras gemensamma dotter Nicole.
Under många år bodde Labero i Las Vegas, men 2019 flyttade familjen till Sverige.

## Filmografi
- 1994 – Illusioner